# Bohrmeißel

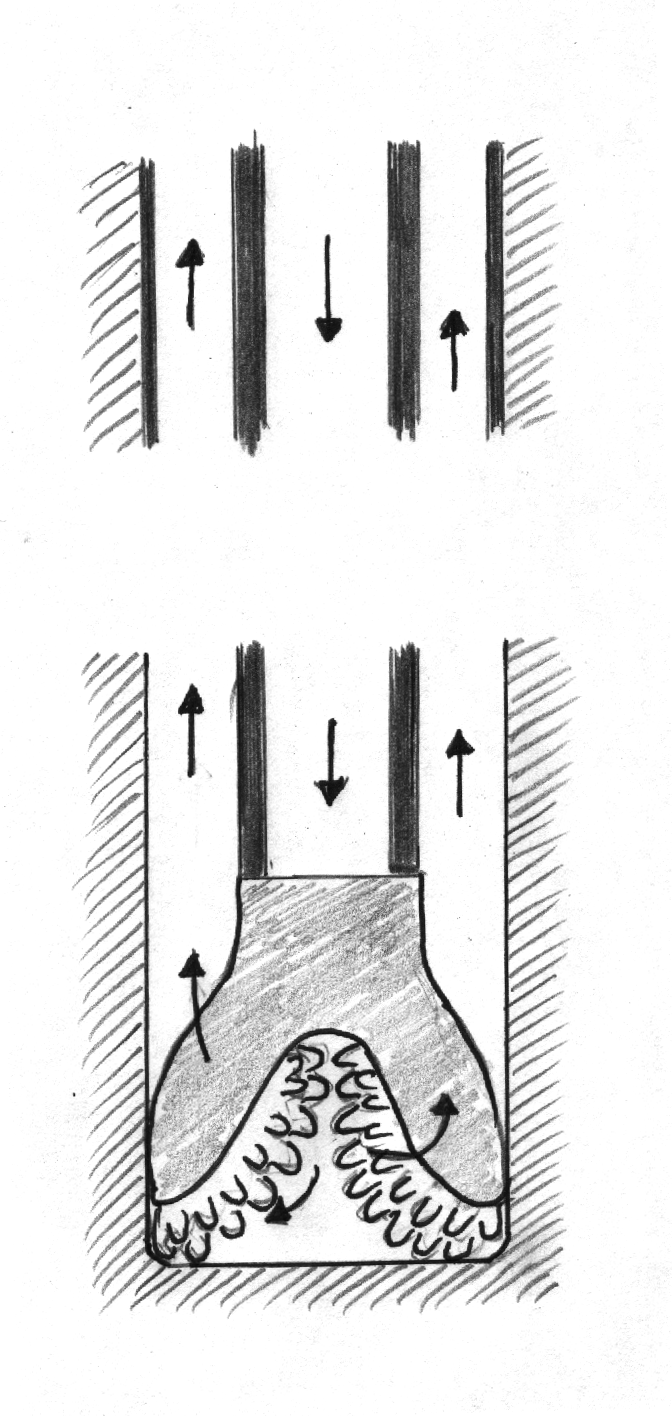
Arbeitsweise eines Bohrmeißels beim direkten Spülbohren. Die Pfeile deuten den Spülungsstrom an.

Bohrmeißel (englisch: drill bits) sind in Tiefbohrungen oder Tunnelbohrungen eingesetzte Werkzeuge, um den Bohrstrang durch Gesteinsformationen voranzutreiben und unterirdische Lagerstätten oder Verkehrswege zu erschließen. Angetrieben über die Rotation des Bohrstranges oder des Untertage-Bohrmotors zerkleinern sie den Fels, der im Spülbohrverfahren durch eine Bohrspülung oder Druckluft über Tage befördert wird. Zu diesem Zweck besitzen Bohrmeißel Düsen, aus denen im direkten Bohrverfahren die Bohrspülung oder die Druckluft mit hoher Geschwindigkeit und hohem Druck austritt, oder eine zentrale Öffnung, durch die im indirekten Bohrverfahren die Bohrspülung zusammen mit dem abgetragenen Bohrklein in das Bohrgestänge und damit nach oben gelangt.
Für die verschiedenen Bohrverfahren gibt es mehrere unterschiedliche Bohrmeißel, die auf die Eigenschaften und die Bohrbarkeit des zu durchbohrenden Untergrundes angepasst sind.

## Meißeltypen für Tiefbohrungen
Für Tiefbohrungen wird das direkte Bohrverfahren angewendet.

### Fischschwanzmeißel

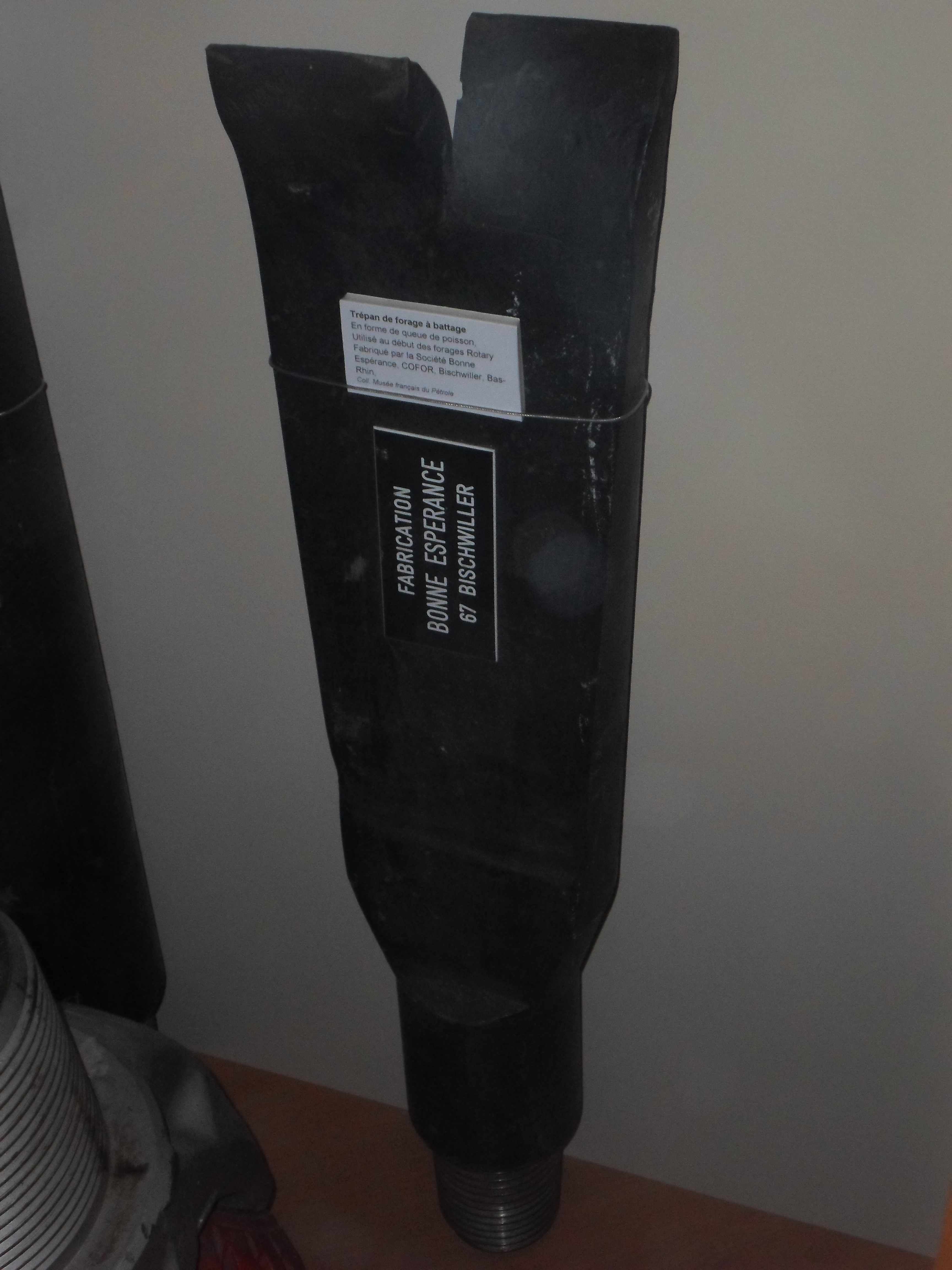
Fischschwanzmeißel aus dem Musée du Pétrole in Merkwiller-Pechelbronn

Der heute nicht mehr eingesetzte, aus einem flachen Stahlblatt hergestellte Fischschwanzmeißel hat seinen Namen von der fischschwanzartig in der Mitte geteilten Schneide, von welcher der eine Teil nach vorn und der andere nach hinten gebogen ist. Aus einer Öffnung tritt die Bohrspülung aus. Er wurde bei weichen Formationen verwendet und übt durch seine Form eine schneidende Wirkung auf das zu erbohrende Gestein aus.

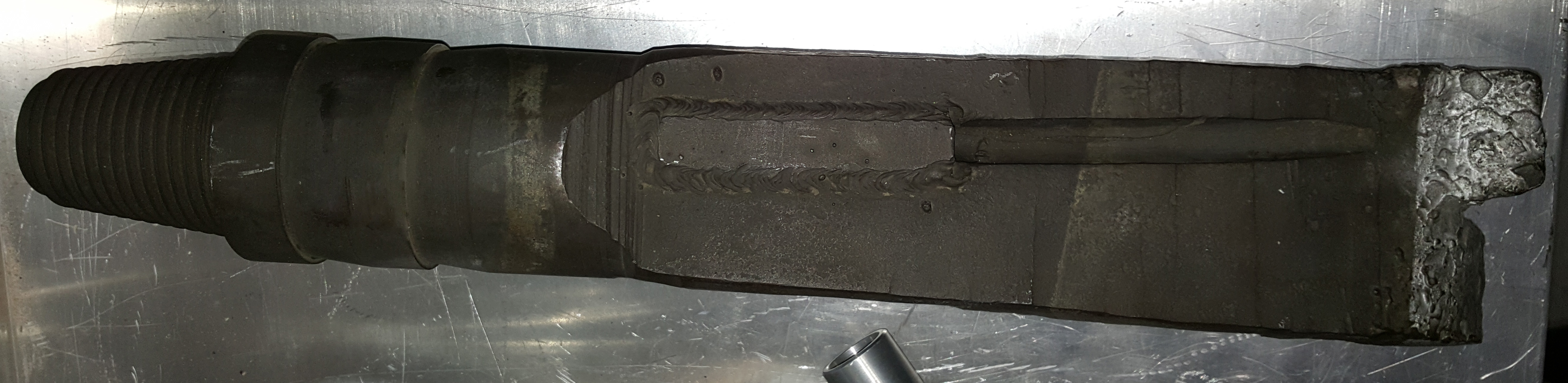
Fischschwanzmeißel mit gut sichtbarer Düse für die Bohrspülung

### Rollenmeißel

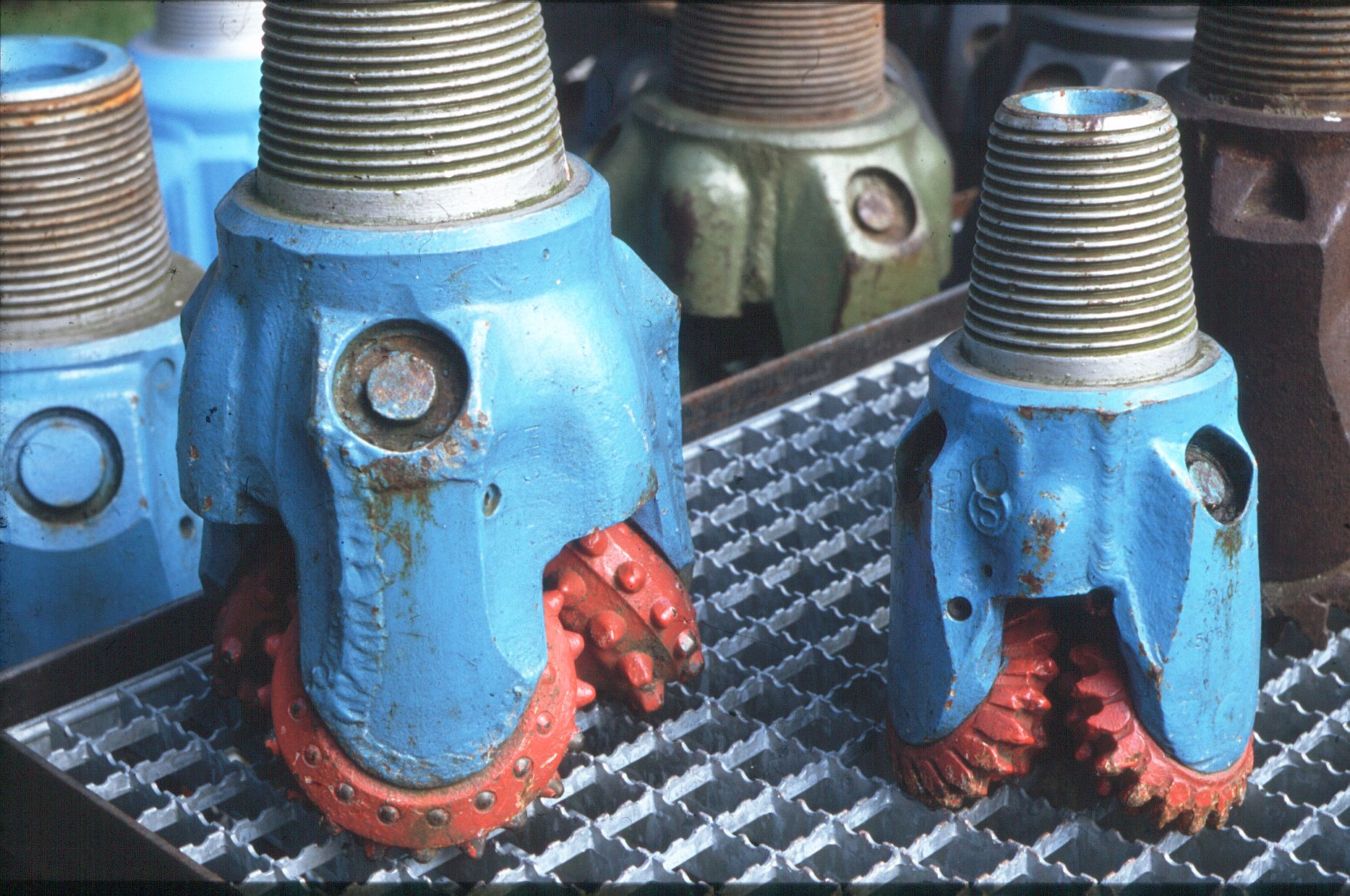
Links: Warzen-Rollenmeißel; rechts: Zahn-Rollenmeißel

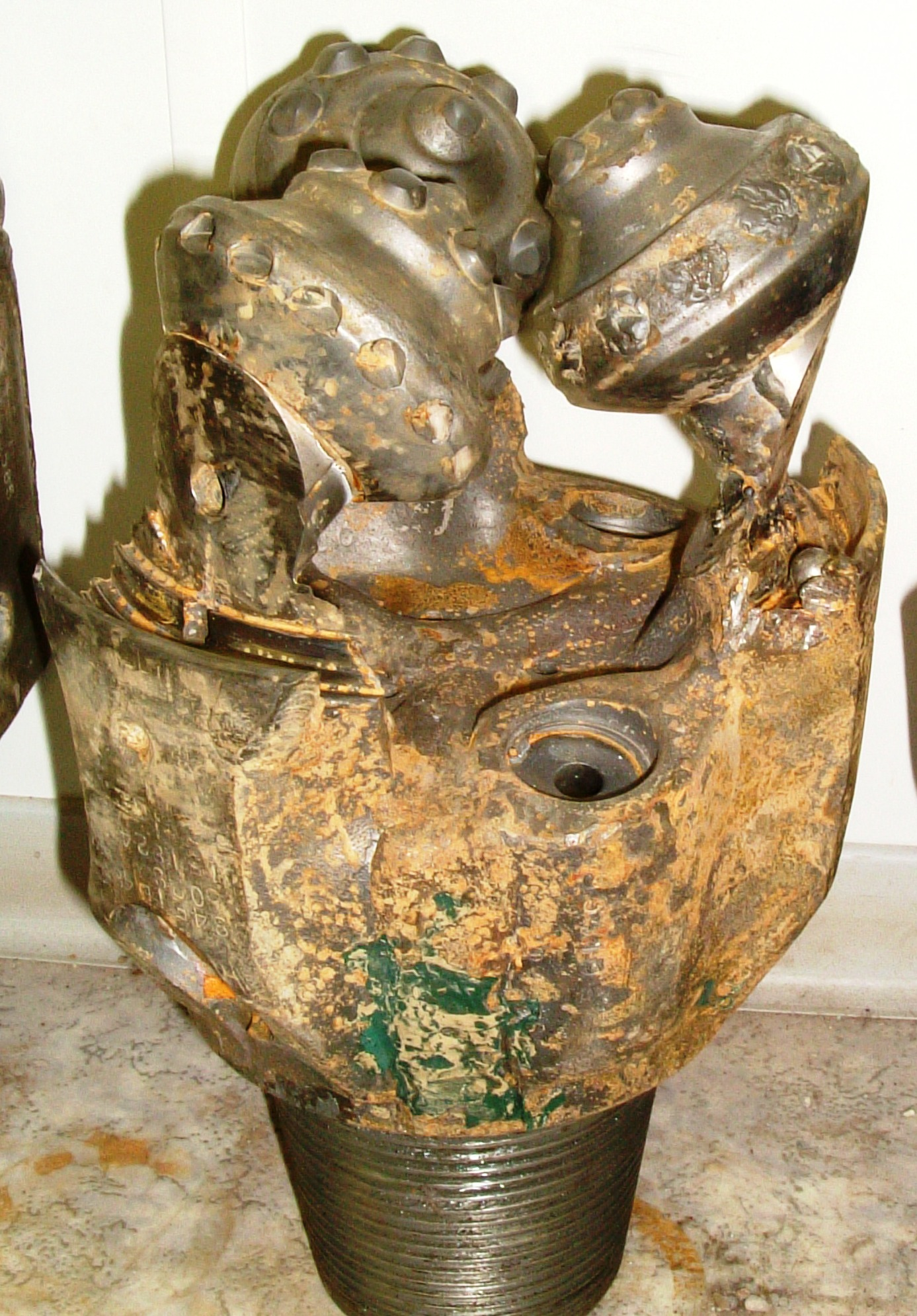
Ein extrem verschlissener Rollenmeißel

Der Rollenmeißel ist eine Erfindung von Howard Robard Hughes Sr. aus dem Jahr 1909.
Ein Rollenmeißel besitzt in der Regel drei bewegliche Rollen. Als Schneideelemente werden ihnen für weicheres Gestein Zahnreihen herausgefräst oder sie werden für härteres Gestein mit Hartmetallstiften (Warzen) besetzt. Der Gesteinsabtrag erfolgt durch den Andruck der sich drehenden Rollen, wodurch die lokale Druckfestigkeit des Gesteins überschritten wird und Gesteinsteilchen aus dem Verband herausgebrochen werden. Zwischen den Rollen am Meißelkörper befinden sich die Düsen, aus denen die Bohrspülung tritt.

### Diamantmeißel

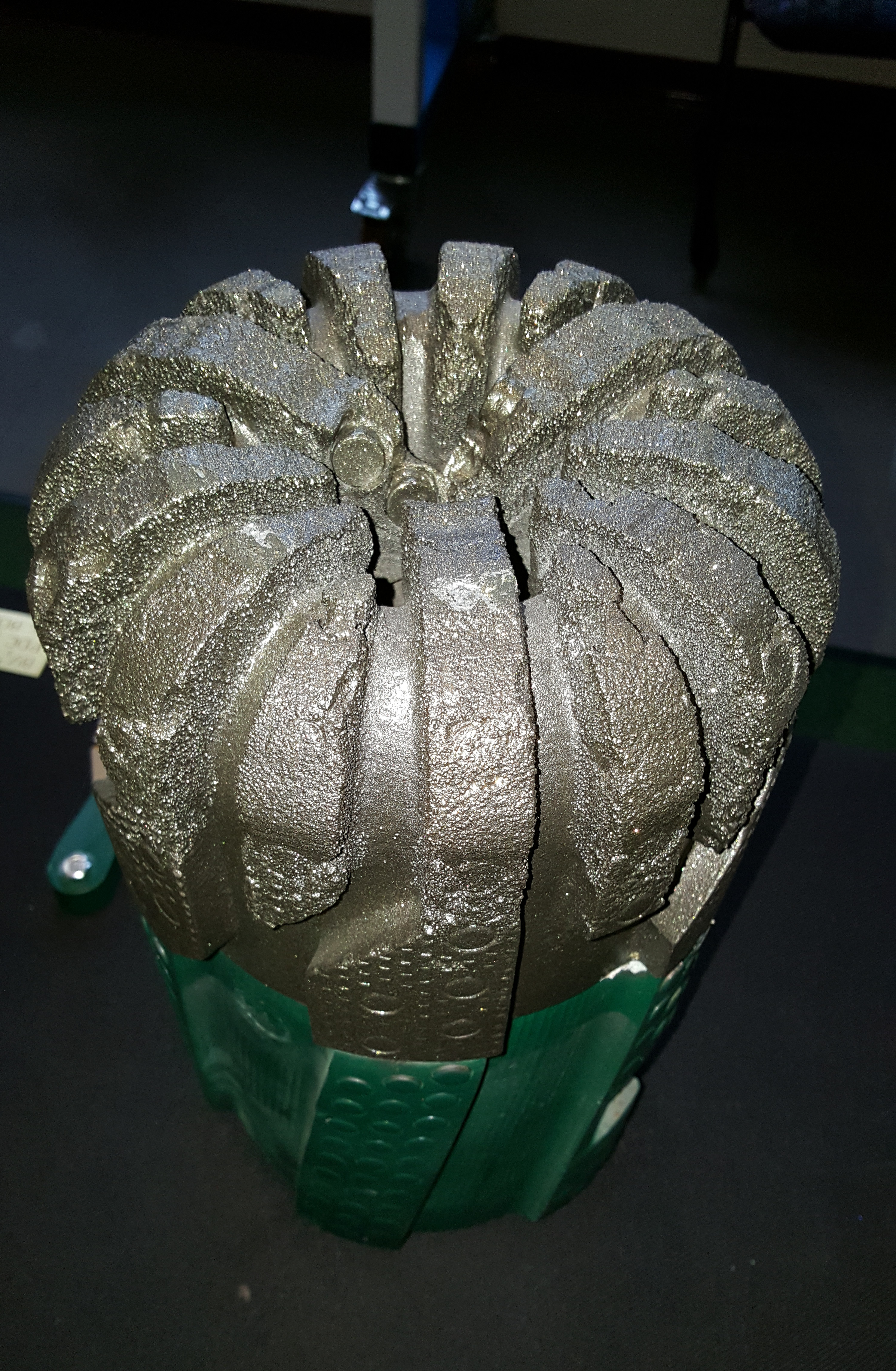
Imprägnierter Diamantmeißel

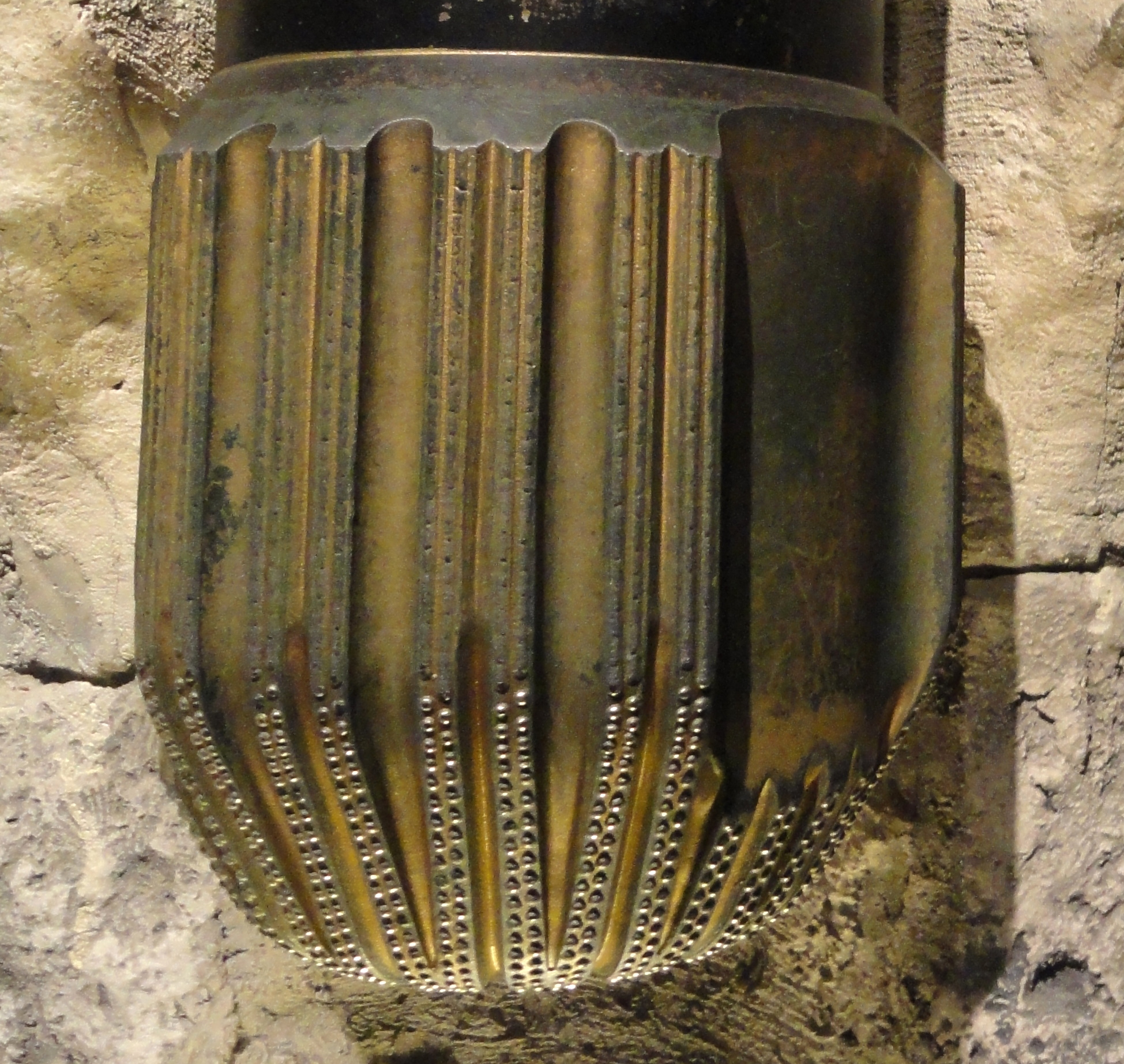
Oberflächenbesetzter Diamantmeißel im Houston Museum of Natural Science

Diamantmeißel werden seit den 1950er Jahren verwendet. Als Schneideelemente dienen natürliche oder künstliche Diamanten. Im Gegensatz zu Rollenmeißeln besitzen Diamantmeißel keine beweglichen Teile.
Bei einem oberflächenbesetzten Diamantmeißel werden Diamanten auf die Meißeloberfläche gesintert, welche das Gestein spanabhebend zerstören.
In einem imprägnierten Diamantmeißel sind Diamantsplitter in einer Matrix, einem Körper aus Wolframcarbid-Pulver, eingearbeitet. Beim Bohren verschleißt diese Matrix und lässt dadurch immer neue Diamantsplitter hervortreten, welche dann das Gestein bearbeiten können. Dieser Meißeltyp wird bei sehr hartem, abrasivem Gestein eingesetzt. Hierbei wird das zu durchbohrende Gestein abgeschliffen bzw. abgeschmirgelt.
In der Mitte dieser Meißel befindet sich eine oder mehrere Düsen, aus der die Bohrspülung tritt.

### PDC-Meißel

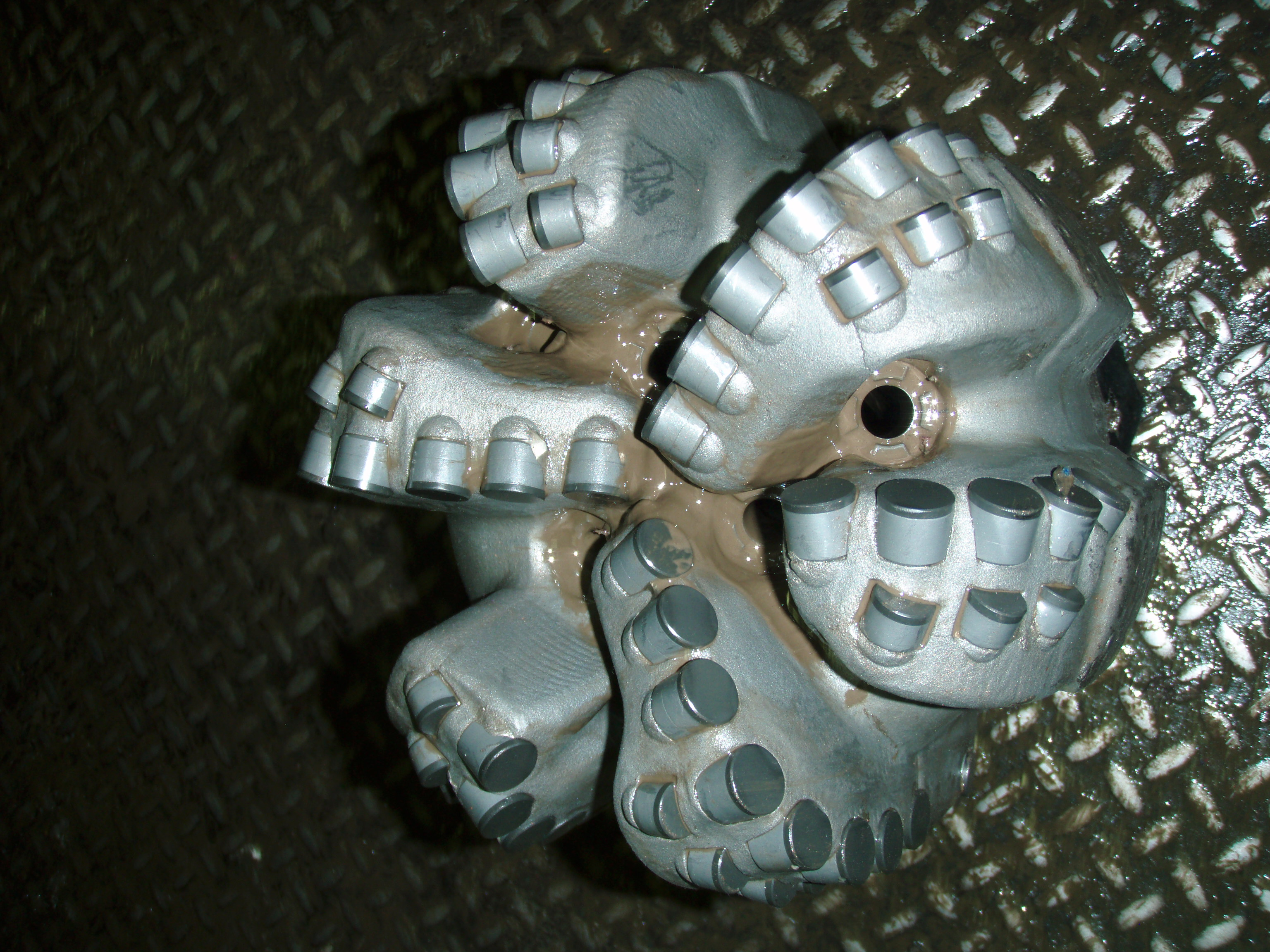
PDC-Meißel mit sechs Rippen

Polycrystalline-Diamond-Compact (PDC)-Meißel wurden ab 1976 in der Erdöl- und Erdgasexploration in der Nordsee eingesetzt und sind heute weltweit verbreitet.
PDC-Meißel besitzen ebenfalls keine beweglichen Teile. Sie haben mehrere Rippen, auch Flügel genannt, in denen polykristalline Diamantplättchen als Schneideelemente eingebettet sind. Der Gesteinsabtrag erfolgt hierbei schälend-spanabhebend oder zersplitternd-abscherend, wobei sich die Schneiden pflügend in die Gesteinsoberfläche arbeiten. Zwischen den Rippen befinden sich die Düsen, aus denen die Bohrspülung tritt.

### Hybrid-Meißel

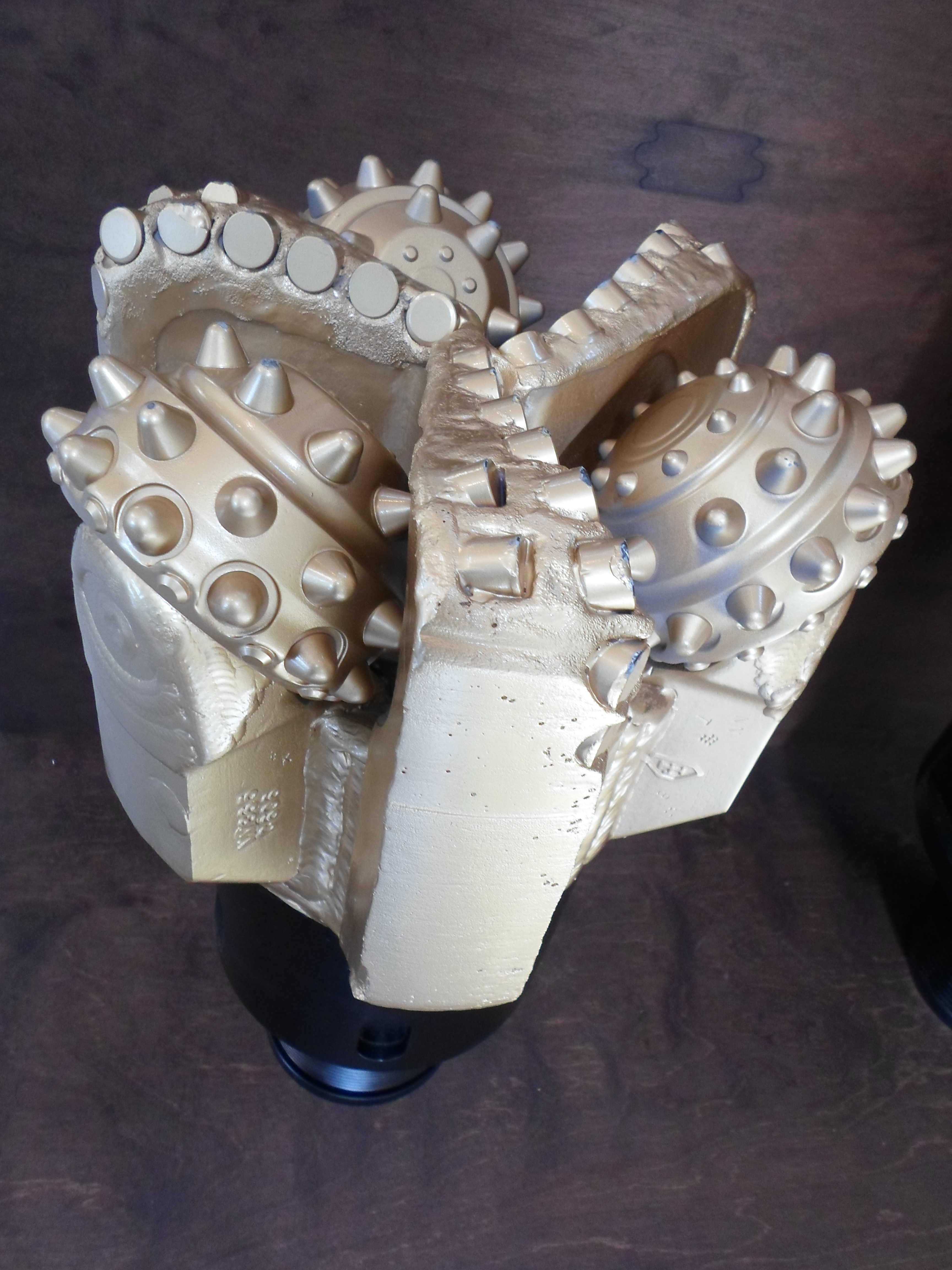
Hybrid-Meißel.

Seit einiger Zeit werden Hybrid-Meißel, eine Kombination von Rollen- und PDC-Meißel, eingesetzt.

## Meißeltypen für Flach- und Brunnenbohrungen
Für Flach- und Brunnenbohrungen wird häufig das indirekte Bohrverfahren angewendet.

### Exzenterrollenmeißel
Der Exzenterrollenmeißel besitzt streifenartige Schneidmesser am Bohrkopf, welche sich in das Lockergestein wühlen, ohne dass dabei eine Gesteinszerstörung erfolgt. Der Schaft ist leicht gekrümmt und durch Kugellager mit dem Bohrkopf verbunden. In der Mitte liegt die Eintrittsöffnung für die Bohrspülung.

### Großlochrollenmeißel
Großlochrollenmeißel sind schwere, kreisförmige mit mehreren Meißelrollen bestückte Bohrköpfe, in mehreren Ebenen auch stufenförmig ausgebildet. Diese werden für härteres Gestein oder stark verfestigtes Lockergestein verwendet. In der Mitte liegt die Eintrittsöffnung für die Bohrspülung.

### Flügelmeißel

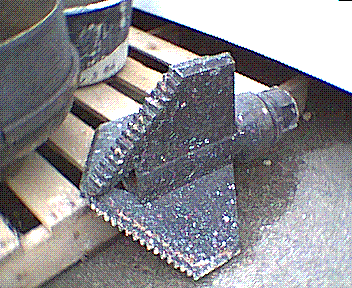
Dreiflügelmeißel

Flügelmeißel besitzen an ihren (häufig drei) Flügeln hartmetallvergütete Schneidmesser, mit denen er sich gut in bindige Lockersedimente wie Ton oder Schluff graben können. Für ein verbessertes Eindringen in die bindigen Bodenschichten sind diese Meißel mit einer Spitze am unteren Ende vor der Eintrittsöffnung für die Bohrspülung versehen.

### Schlagbohrmeißel

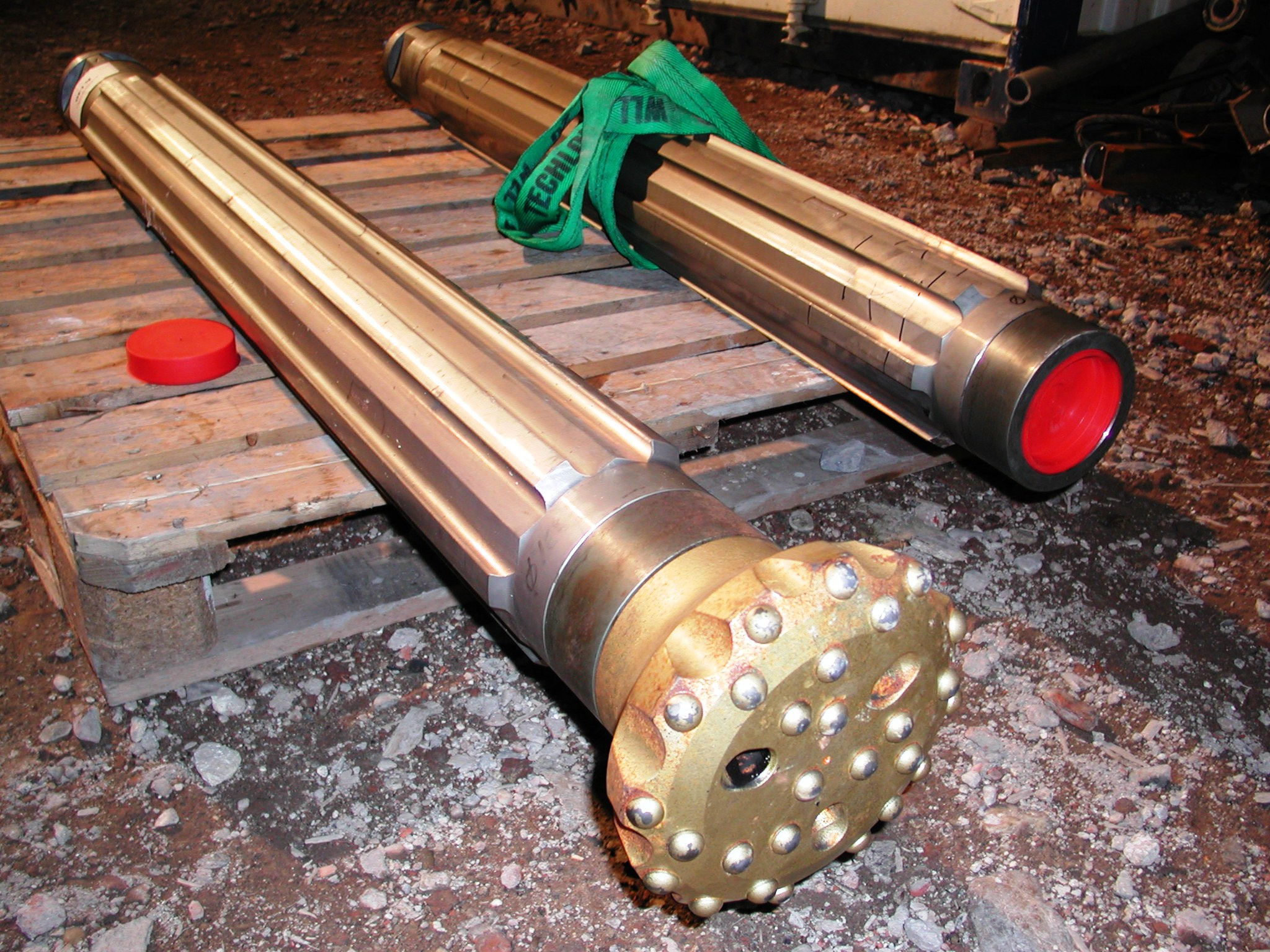
Imlochhammer: links mit, rechts ohne Meißel

Beim Schlagbohrverfahren wird ein Bohrmeißel auf die Bohrlochsohle durch Auf- und Abwärtsbewegungen des Bohrstranges geschlagen und damit das Gestein zertrümmert. Ein spezielles drehschlagendes Verfahren ist das Imlochhammerbohren, bei dem sich der Schlagantrieb im Bohrloch, direkt oberhalb des Meißels befindet, so dass keine Energie im Bohrstrang verloren geht. Der Druckluft- oder Wasser-betriebene Schlagkolben lässt den Meißel bis zu 3000 Mal pro Minute auf die Bohrlochsohle schlagen. Durch Düsen im Meißel tritt die als Antriebsenergie genutzte Druckluft bzw. das Wasser aus und reinigt das Bohrloch.

## Bohrkronen
Zur Gewinnung eines Bohrkernes wird eine Ringbohrkrone verwendet. Diese gibt es im Tiefbohrbereich sowohl als Rollenmeißel, PDC-Meißel oder Diamantmeißel. Im Gegensatz zu den Bohrmeißeln zerstören Bohrkronen nicht das komplette vom Werkzeugdurchmesser vorgegebene Gesteinsvolumen, sondern nur einen ringförmigen Bereich und lassen durch eine runde Aussparung im Zentrum den zylindrischen Bohrkern entstehen. Dieser wird oberhalb der Bohrkrone mit Hilfe eines Kernfängers aufgenommen und kann mit dem Ausbau des Bohrgestänges oder durch das Ziehen des Kernrohres mittels Stahlseil an die Oberfläche gebracht werden.

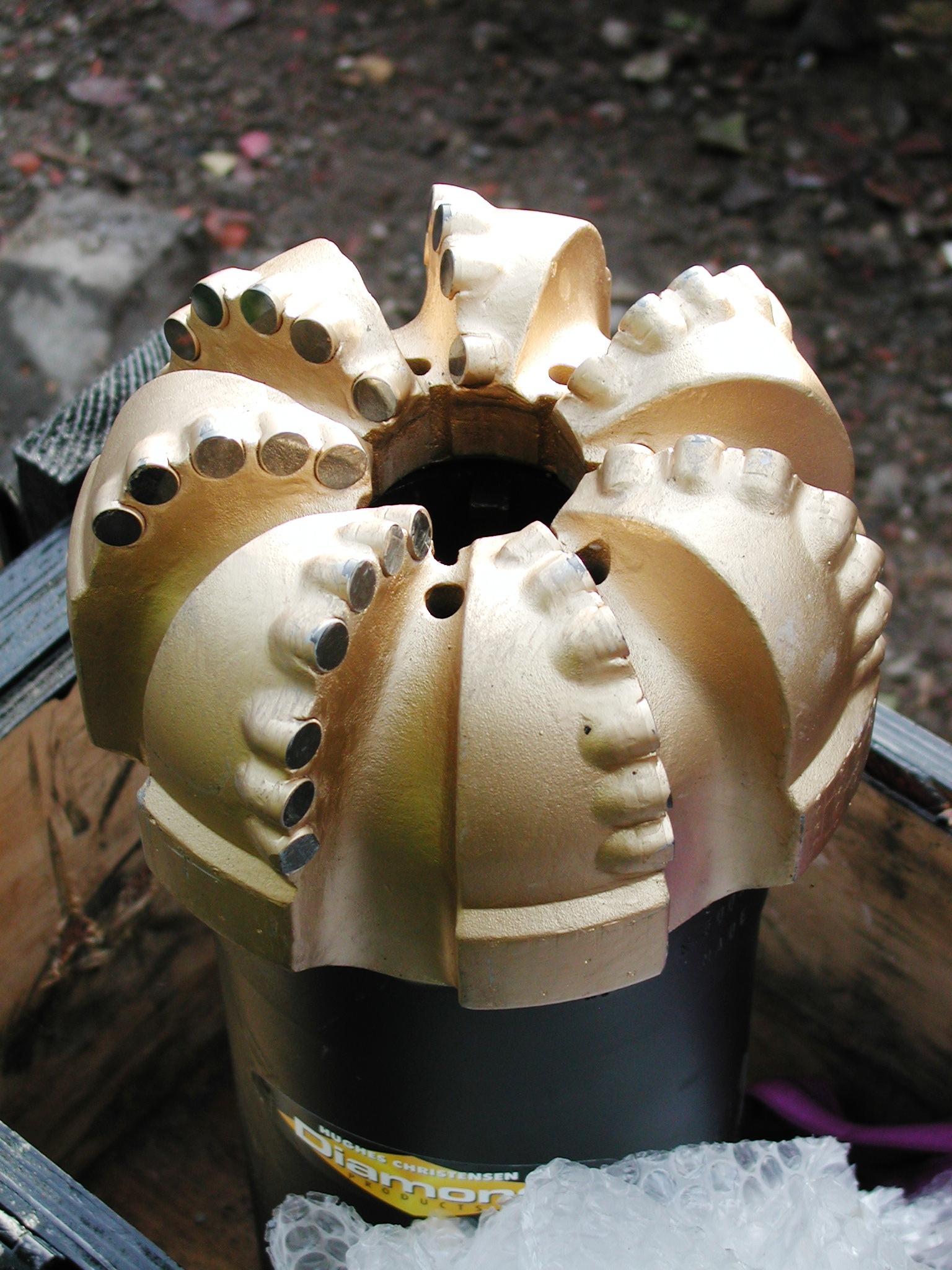
PDC-Bohrkrone
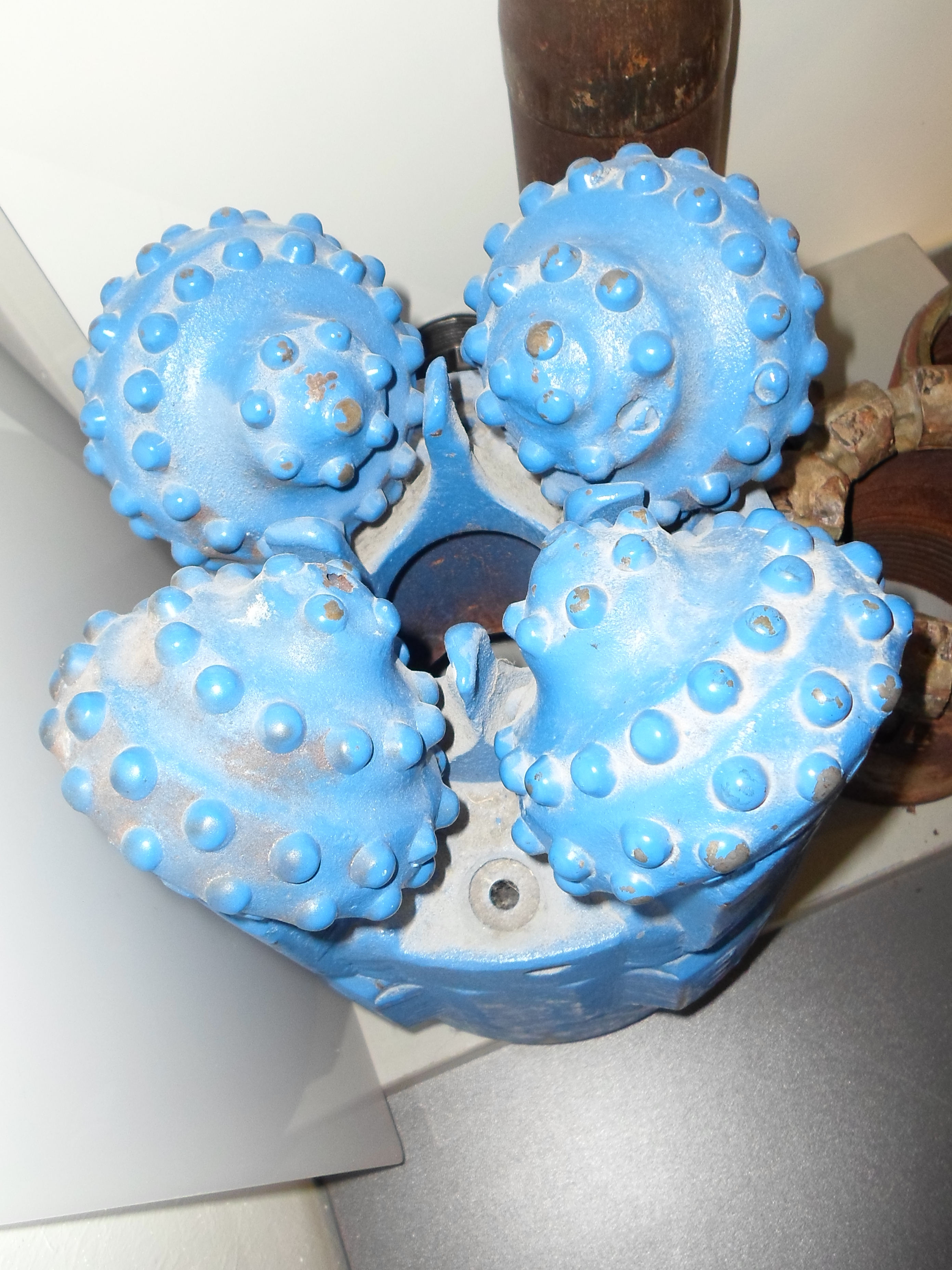
Bohrkrone mit vier Warzen-Rollen
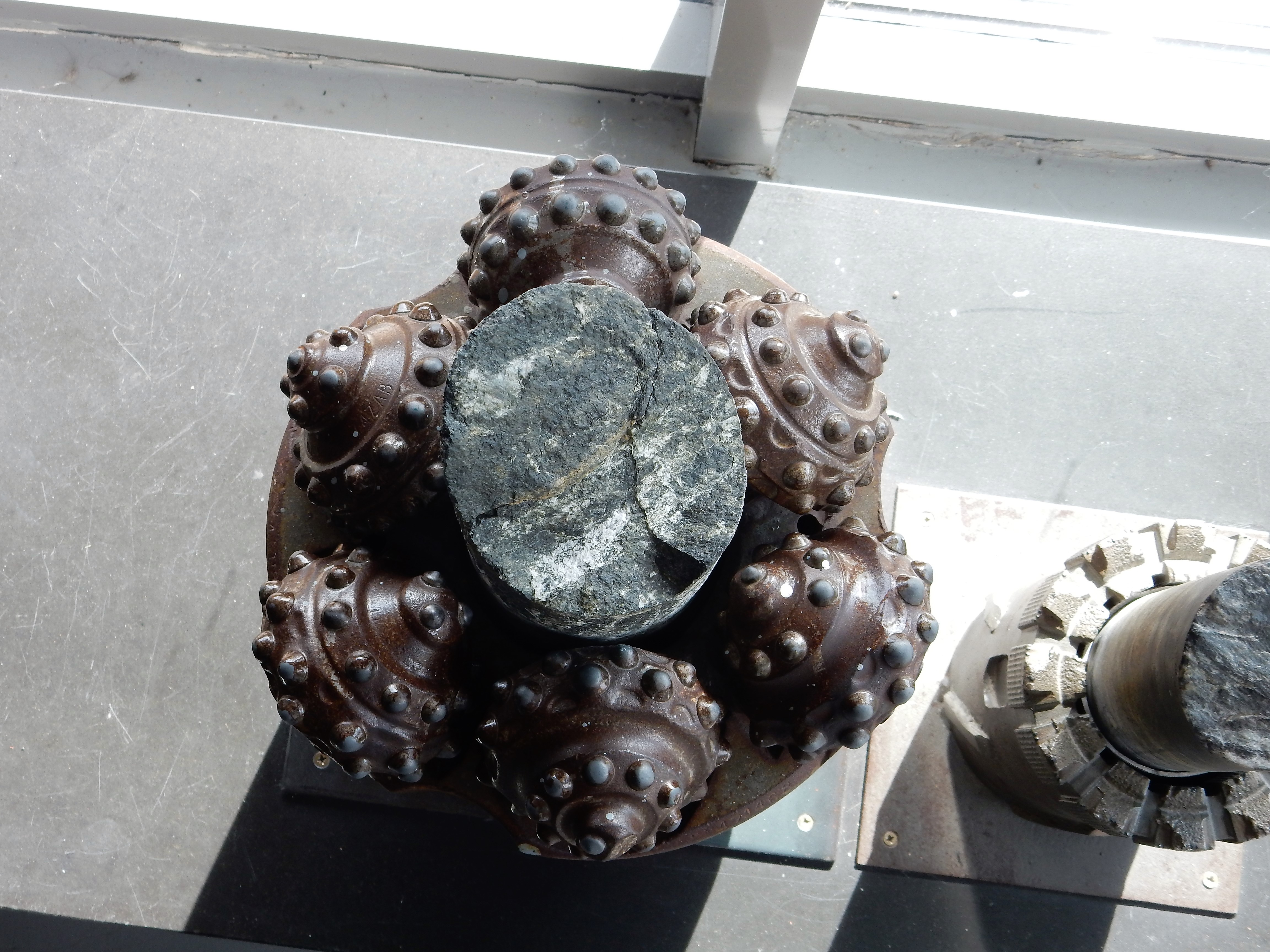
Bohrkrone mit sechs Warzen-Rollen und Bohrkern
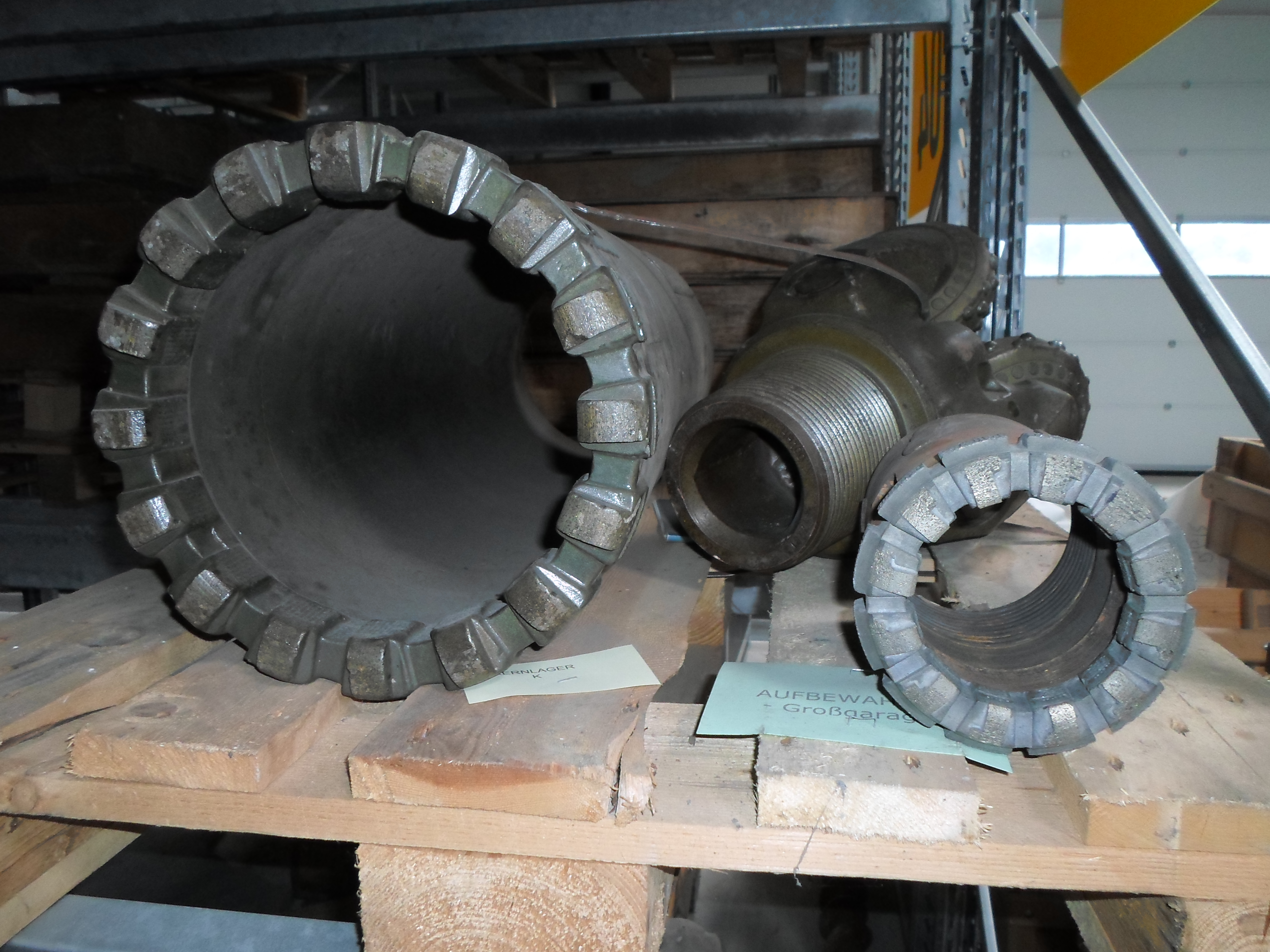
Bohrkronen für Flachbohrungen mit unterschiedlichen Durchmessern
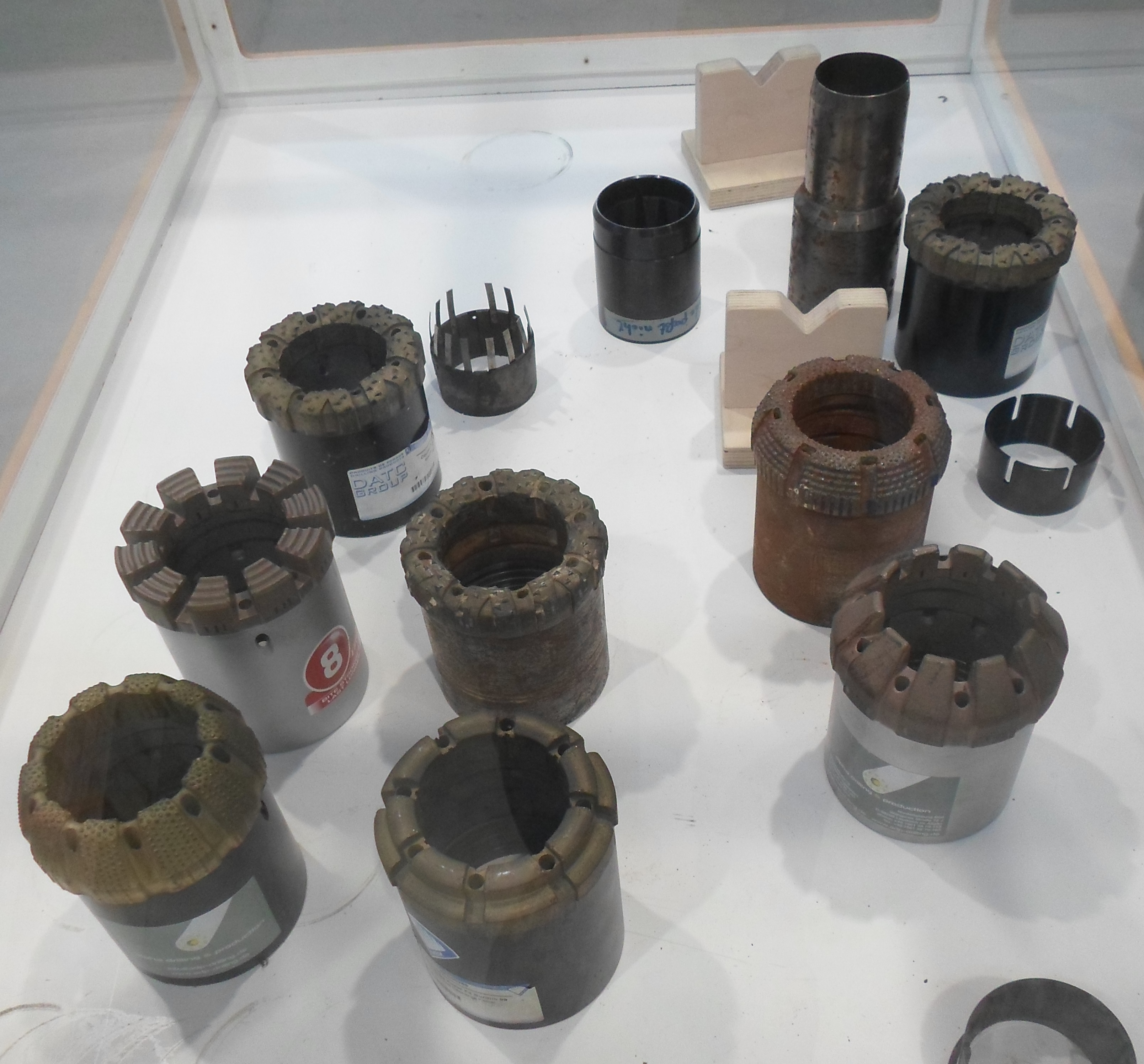
Unterschiedliche Bohrkronen-Typen und Kernfänger für Flachbohrungen

Siehe auch: Kernlochbohrung, Bohrkrone

Bohrmeißel als Wappensymbol
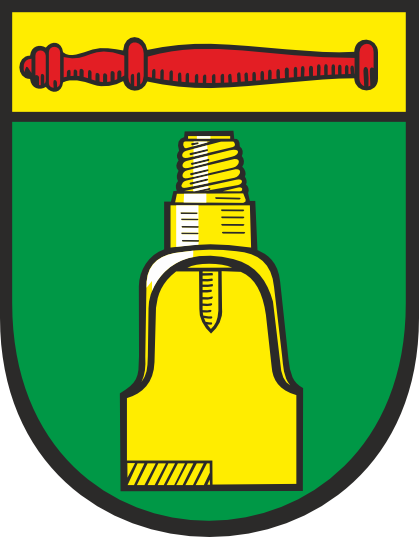
Nienhagen (Landkreis Celle) in Niedersachsen
Ampfing in Bayern
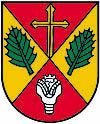
Puchkirchen am Trattberg in Oberösterreich